# محاصره ترابوزان (۱۴۶۱)

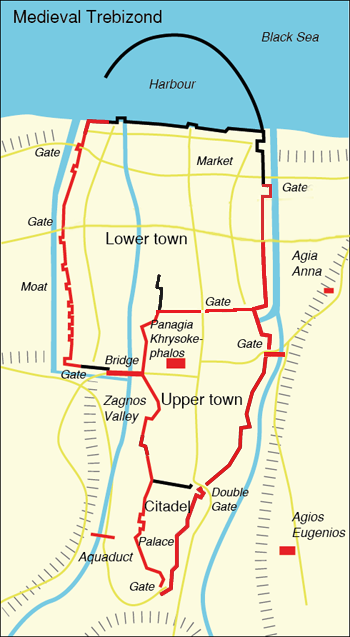
نقشه محاصره ترابوزان (۱۴۶۱)

محاصره ترابوزان، محاصره‌ای موفقیت آمیز شهر طرابزون، پایتخت امپراتوری ترابوزان توسط امپراتوری عثمانی تحت فرمان سلطان محمد دوم بود که در ۱۵ اوت ۱۴۶۱ پایان یافت، محاصره نقطه اوج لشکرکشی طولانی به سمت عثمانی بود که شامل مانورهای هماهنگ اما مستقل توسط ارتش و نیروی دریایی بزرگ بود. هنگامی که عثمانی‌ها محاصره خود را آغاز کردند، مدافعان به شبکه‌ای از اتحادها متکی بودند که پشتیبانی و نیروی انسانی برای آنها فراهم می‌کرد، اما در لحظه‌ای که امپراتور دیوید مگاس کومنوس به آن نیاز داشت، شکست خورد.
لشکرکشی سرزمین عثمانی، که بخش چالش برانگیزتر بود، شامل ترساندن حاکم سینوب برای تسلیم قلمرویش بود، راهپیمایی بیش از یک ماه در میان بیابان های کوهستانی خالی از سکنه، چندین نبرد جزئی با مخالفان مختلف، و با محاصره ترابیزون به پایان رسید. نیروهای ترکیبی عثمانی شهر مستحکم را از طریق خشکی و دریا محاصره کردند تا اینکه امپراتور دیوید موافقت کرد پایتخت خود را با شرایطی تسلیم کند: در ازای قلمرو کوچک خود، املاکی در جای دیگری در امپراتوری عثمانی به او داده می شد، جایی که دیوید، خانواده و او درباریان تا زمان اعدامشان حدود دو سال بعد زنده ماندند. برای بقیه ساکنان ترابوزان، سلطان آنها را به سه گروه تقسیم کرد: یک گروه مجبور به ترک ترابوزان و اسکان مجدد در قسطنطنیه شدند. گروه بعدی برده سلطان یا بزرگان او شدند. و آخرین گروه در حومه اطراف ترابوزان زندگی کردند، اما نه در داخل دیوارهای آن. حدود ۸۰۰ کودک پسر برای ینی‌چری او، واحد نظامی نخبه عثمانی، استخدام شدند که آنها را ملزم به گرویدن به اسلام کرد. 
با فرار آخرین اعضای دودمان پالایولوگی از امیرنشین موریا در سال قبل به ایتالیا، ترابیزون آخرین پایگاه تمدن بیزانس شده بود. با سقوط آن، آن تمدن به پایان رسید.  استیون رانسیمن نوشت: «این پایان جهان آزاد یونانی بود.» او سپس خاطرنشان کرد که یونانی‌هایی که هنوز تحت سلطه عثمانی نبودند هنوز «زیر اربابان نژاد بیگانه و شکلی بیگانه از مسیحیت زندگی می‌کردند. تنها در میان روستاهای وحشی مانی ، در جنوب شرقی پلوپونز ، که هیچ ترکی جرأت نفوذ به کوه‌های ناهموار آن را نداشت، ظاهری از آزادی باقی نمانده بود.» 